# Guido Münch
Guido Münch Paniagua (San Cristóbal de las Casas, 9 de junho de 1921 – 29 de abril de 2020) foi um astrônomo e astrofísico mexicano.

## Biografia
Münch estudou engenharia civil e matemática na Universidade Nacional Autônoma do México.
Em 1989 recebeu o Prêmio Princesa das Astúrias de Investigação Científica e Técnica.
Foi orientador de James Gunn.
Morreu no dia 29 de abril de 2020.

## Obras
- "Interstellar Absorption Lines in Distant Stars", Astrophys. J., 1957
- "The Theory of Model Stellar Model Atmospheres", in Jesse Greenstein Stellar Atmospheres, University of Chicago Press 1960
- "An Analysis of the Spectrum of Mars", Astrophys. Journal, vol. 139, 1964
- "Galactic Structure and Interstellar Absorption Lines", in Adriaan Blaauw, Maarten Schmidt Galactic Structure, University of Chicago Press, 1965
- "The Structure of the Atmosphere on the Major Planets", with Laurence M. Trafton, Journal of the Atmospheric Sciences, vol. 26, 1969, p. 813
- "Helium Abundance on Jupiter", with Donald M. Hunten, Space Science Reviews, vol. 14, 1973, p. 433-443